# سدیم زیرکونیوم سیکلوسیلیکات
سدیم زیرکونیوم سیکلوسیلیکات (ZS-9)، که با نام تجاری Lokelma فروخته می‌شود، دارویی برای درمان هایپرکالمی (پتاسیم خون بالا) است. شروع اثرات آن در یک تا شش ساعت رخ می‌دهد. این دارو به صورت خوراکی تجویز می‌شود.
عوارض جانبی رایج عبارتند از تورم و هیپوکالمی (پتاسیم خون پایین). استفاده در بارداری و شیردهی به احتمال زیاد بی خطر است. این ماده با اتصال به یون‌های پتاسیم در دستگاه گوارش و سپس دفع آن از طریق مدفوع عمل می‌کند.
سدیم زیرکونیوم سیکلوسیلیکات برای استفاده پزشکی در اتحادیه اروپا و ایالات متحده در سال ۲۰۱۸ تایید شد. این دارو توسط شرکت آسترازنکا توسعه یافته‌است.

## استفاده پزشکی
سدیم زیرکونیوم سیکلوسیلیکات برای درمان هایپرکالمی استفاده می‌شود. شروع اثرات آن بین یک تا شش ساعت رخ می‌دهد.
یک بررسی انجام شده از کاهش پتاسیم به میزان 0.17 mEq/L در یک ساعت و 0.67 mEq/L در ۴۸ ساعت حکایت داشت.
در افراد مبتلا به بیماری مزمن کلیوی، دیابت و نارسایی قلبی موثر به نظر می‌رسد. استفاده از این دارو برای مدت یک سال مورد مطالعه قرار گرفته‌است.

## مطالعه بیشتر
- CADTH review